# 小山田信有 (涼苑)
小山田 信有（おやまだ のぶあり、長享2年（1488年） - 天文10年2月12日（1541年3月9日）?）は、室町時代後期の武将。甲斐国東部の郡内領主（国人）。桓武平氏・秩父氏（異説もある）の小山田氏の一族。孫三郎。越中守を称した。法名は涼苑。父は小山田弥太郎（信隆）。妻は武田信縄の娘。また正室の死後に大井信達の娘を継室に迎えた可能性も示唆されている。子に出羽守を称した小山田信有がいるとされてきたが、世代的に弟である可能性が挙げられている。弥三郎を称した小山田信有・小山田信茂は孫にあたる。

## 略歴

### 父の戦死、武田氏への従属
戦国期の甲斐国は、国中地方において守護・武田信昌の子信縄と油川信恵の兄弟間で家督争いが起こり、有力国衆を巻き込む乱国状態となっていた。都留郡の小山田氏は縁戚関係のある信恵方に属していた。永正4年（1507年）に信縄が死去して幼い信直（信虎）が家督を継ぐと信恵方は再び蜂起し、永正5年（1508年）10月4日の坊ヶ峰合戦で信恵は信直に討ち取られる。信有の父・小山田弥太郎は報復の為に国中地方に侵攻するが、弥太郎を始め多数が討ち取られ、一族の小山田弾正らが伊勢宗瑞の元に亡命する事態に陥っている（『勝山記』）。小山田氏当主を討ち取った信直は永正6年（1509年）秋と12月、翌7年春にまで及んで都留郡に攻め込み（『勝山記』）、遂に小山田氏との和睦を果たした。この和睦は小山田氏の事実上の武田氏への従属であり、この際に武田・小山田氏の間で婚姻が成立したと見られている。「武田源氏一統系図」など武田氏の系図資料には信縄女子の注記に「小山田出羽守妻」とあり、この婚姻は永正7年の和睦によるものと考えられているが、和睦時の当主は越中守信有と推定されていることから、武田系図の注記は誤記、あるいは越中守信有がそれまで出羽守を名乗っていたと考えられている。

### 今川氏、後北条氏との争い
国中地方では武田信虎と有力国衆との抗争が続き、これに隣国の駿河国・今川氏や相模国・後北条氏が介入し、郡内の小山田氏も武田氏と共にこの一連の戦乱に参戦した。永正12年（1515年）に西郡の大井信達との大井合戦では小山田一族も動員され、小山田大和守が戦死した。同13年（1516年）末、大井氏を支援していた今川氏が郡内へ侵攻し、吉田山城（富士吉田市）を占拠し小山田勢の西海右近進・平八兄弟や大石与五郎を討ち取っている。これに対し小山田氏家老の小林宮内丞やその父・尾張入道が吉田山城を攻め立て、翌14年（1517年）1月12日には今川勢が撤退した。しかしその後も郡内や国中での武田・小山田氏と今川氏の争いは継続し、永正15年（1518年）5月に漸く和睦が成立した（『勝山記』）。
永正17年（1520年）3月、信有は猿橋（山梨県大月市）に架橋している。このことから、小山田氏の勢力が都留郡北部に及んでいることがわかる（『勝山記』）。大永元年（1521年）2月18日には信虎が船津（富士河口湖町）の小林宮内丞の屋敷を訪問し、翌日には信有の中津森館を訪問している。享禄2年（1529年）には小山田氏は郡内へ賦課された棟別を拒否したために科せられた荷留解除の交渉を行っており、この頃には経済的圧力も加えられていたと考えられている。享禄3年（1530年）正月7日には猿橋において北条勢と対陣している。同年には武田氏と同盟関係にある扇谷上杉氏の上杉朝興が後北条氏の本拠である江戸へ侵攻している。信虎はこれに同調して信有の関東派遣を試みるが、同年4月23日には都留郡矢坪坂（上野原市大野字八坪）において北条氏綱に敗退し、失敗する。
享禄5年（1532年）には信有は本拠を中津森館（都留市金井）から谷村へ移転している。以後、谷村館（都留市谷村）を中心とした城下町（谷村城下町）が整備されたと考えられており、谷村館背後の城山（都留市川棚）には近世初頭には築城されている勝山城が所在し、勝山城の築城期・築城主は不明であるが、中津森館は吉田（富士吉田市）・忍草（忍野村）から大月方面へ抜ける諸道を掌握・監視する役割を持っていたと考えられており、小山田氏時代には城山に勝山城の前身となる城砦が存在したとも考えられている。

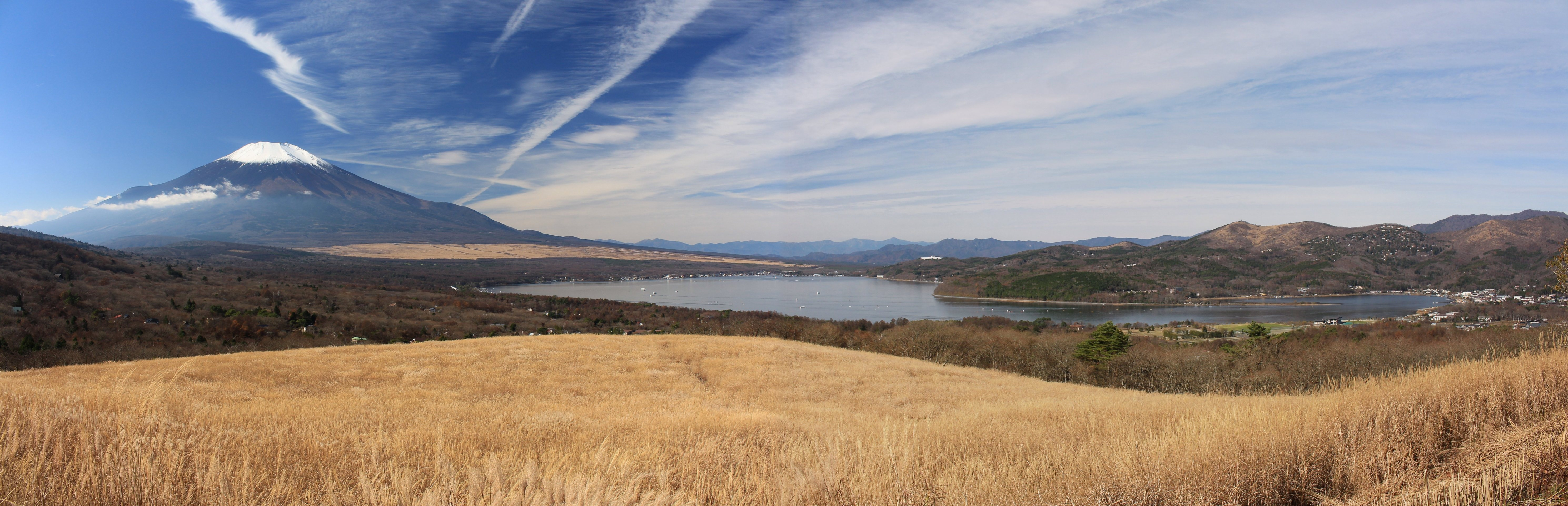
山中湖（左に富士山）

天文4年（1535年）6月5日、武田・今川間の和睦が破れると信虎は駿河へ侵攻し、甲駿国境の万沢（山梨県南巨摩郡南部町万沢）において両勢は激突する。一方、今川氏と同盟関係にある北条氏綱は郡内へ侵攻し、同年8月22日には山中の戦い（山梨県南都留郡山中湖村）において小山田信有・勝沼信友勢と北条勢が激突する。この合戦において郡内勢は敗北し、小山田弾正、小林左京助（小林和泉守の嫡男）らが戦死し、後北条勢はさらに吉田（富士吉田市上吉田・下吉田）へ侵攻し同地を焼き払うが、武田勢に同調した扇谷上杉氏の上杉朝興が後北条氏の本拠である小田原城（神奈川県小田原市）へ侵攻すると、後北条勢は撤退した。

### 死去
越中守信有の死去に関しては、『甲斐国志』巻九七では山梨県都留市の長生寺に残されている天文10年の年記を持つ牌子「前羽州大守契山存心大禅定門」を、越中守信有の法名が誤って記されたものとしこの年号を越中守信有の没年としている。一方で、長生寺の牌子以外に越中守信有の没年を伝える史料は存在せず、越中守信有に関して記された記録上の最後となる『勝山記』享禄5年（1532年）条記事の解釈から、同年を越中守信有の死去とする異説もある。
また、長生寺所蔵の「紙本著色小山田越中守信有画像」の像主は越中守信有とされていたが、修理名の存在から像主は出羽守信有である可能性が指摘されている。